# Legio VI Herculia

Brasão no escudo dos herculianos seniores (Herculiani seniores), de acordo com a Notitia Dignitatum.

Legio VI Herculia foi uma legião romana alistada por Diocleciano no final do século III e que ainda estava em serviço no início do século V. O cognome da legião é uma referência a Hércules, a quem o co-imperador de Diocleciano, Maximiano (também conhecido como Hercúlio [Herculius] - "tal qual Hércules") era um devoto.

## História
A VI Herculia estava estacionada, juntamente com a irmã V Iovia, na Panônia Secunda, uma nova província romana criada a partir do território da antiga Panônia. Esta legião recebeu o ordinal "Sexta" por que, na Panônia, já havia quatro outras legiões além da V Iovia. O propósito da legião, cujo acampamento principal era em Teutobórgio (Teutoborgium; perto da moderna Vukovar) e com um castelo avançado em Onagrino (Onagrinum), era proteger a residência imperial de Diocleciano em Sírmio (Ilírico).
A Notitia Dignitatum localiza a legião ainda em Ilírico no início do século V.
É possível que alguns soldados desta legião e da V Iovia tenham feito parte dos herculianos e jovianos, a nova guarda imperial de Diocleciano. Se isto for correto, os soldados da VI Herculia eram chamados também de marciobárbulos, por serem especialistas em atirar pequenos dardos que eram carregados em grupos de cinco na parte interna dos escudos.